# 丸山照雄
丸山 照雄（まるやま てるお、1932年（昭和7年）4月27日 - 2011年（平成23年）6月13日）は、日本の宗教評論家、日蓮宗僧侶。雅号は苦佛。

## 略歴
山梨県身延町出身。身延高校在学中から社会運動に傾倒し、立正大学在学中に仏教青年運動「信行会」を組織した。その後同大を中退し、久遠寺塔中の宝聚院麓坊住職、日蓮宗現代宗教研究所調査主任を歴任。
1970年（昭和45年）、東寺真言宗の松下隆洪らと共に、公害を起こした企業を呪い殺す「公害企業主呪殺祈祷僧団」を組織し、四日市市（四日市喘息）や神岡町（イタイイタイ病）などを行脚。それが教団内で問題となり、同研究所を辞職させられ、教団の役職すべてを辞す。以後は宗派にとらわれない広範な宗教・評論活動をおこなう。特に「行動する仏教徒」として、社会的弱者の救済や評論活動に力を入れ、伝統仏教の改革、仏教の国際ネットワーク形成を提唱し活動。仏教者国際連帯会議、天晴塾、日蓮研究会などを主宰した。歴史学者の上原専禄の晩年に師事していた。朝日カルチャーセンターの開設初期には宗教講座を担当していた。
日蓮宗僧侶ながら真宗大谷派の「お東騒動」に関心を抱きレポートを多数執筆。改革派の行動を一貫して支持した。
戦闘的な僧侶でもあり、『日本人の心をダメにした名僧・悪僧・愚僧』では大衆に人気のあった高田好胤や山田無文を論難。同じ日蓮宗の金子日威さえも攻撃した。創価学会に対しても徹底して批判的な論陣を張っていた。
あさま山荘事件の際には、「救援連絡センター・モップル社」と称して浅田光輝・水戸巌・木村荘（弁護士）らとともに、立てこもりを続ける連合赤軍メンバーとの面会を試みたが、中止している。
髭がトレードマークであり、毎日新聞記者の横山真佳は《骨太な、たくましいからだつき。顔面をおおう硬質な黒いヒゲ。人はひょっとすると怪物的な印象を受けるかもしれない》と評している（『現代仏教を知る大事典』金花舎、1980、1058ページ）。
1995年5月、日本社会党は臨時党大会において「民主リベラル新党結成」の方針を決定し、社会党を支持する学者や文化人らに呼びかけ、同年11月、同党の新党準備会「新しい政治勢力結集呼び掛け人会議」を設立。丸山が会長となったが、社会党内の対立から構想は進捗せず、社会党を中心とする新党結成には至らなかった。
2011年6月13日、うっ血性心不全のため死去。享年79歳。

## 主要著作（参考文献）
- 1972年『教団とは何か : 丸山照雄宗教論集』伝統と現代社
- 1973年『反情況の砦から : 象徴天皇主義批判 丸山照雄宗教論集』伝統と現代社
- 1977年『日本人の心をダメにした名僧・悪僧・愚僧』山手書房
- 1980年『近代日蓮論』（編・著：朝日新聞社）
- 1991年『闘う仏教』法蔵館
- 2002年『危機の時代と宗教』法藏館
- 2013年『認識の仏教』丸山照雄先生の遺稿集を出版する有志の会 ISBN 978-4-89645-023-1 - 遺稿集。